# چهلمین دوره جوایز بفتا
 چهلمین دوره جوایز بفتا (به انگلیسی: 40st British Academy Film Awards) در سال ۱۹۸۷ به افتخار فیلم ۱۹۸۶ در لندن برگزار شد .

## جوایز و نامزدها
| ۱۹۸۶ 40th | بهترین بازیگر نقش اول مرد |            |                    |                            |
| ۱۹۸۶ 40th | بهترین بازیگر نقش اول مرد | باب هاسکین | مونا لیزا          | George                     |
| ۱۹۸۶ 40th | بهترین بازیگر نقش اول مرد | وودی آلن   | هانا و خواهرانش    | Mickey Sachs               |
| ۱۹۸۶ 40th | بهترین بازیگر نقش اول مرد | مایکل کین  | هانا و خواهرانش    | Elliot                     |
| ۱۹۸۶ 40th | بهترین بازیگر نقش اول مرد | پل هوگان   | "Crocodile" Dundee | Michael "Crocodile" Dundee |

- بهترین بازیگر نقش اول زن  مگی اسمیت
- بهترین بازیگر نقش مکمل مرد  ری مک‌آنالی
- بهترین بازیگر نقش مکمل زن  جودی دنچ
- بهترین کارگردان 'وودی آلن' برای فیلم هانا و خواهرانش
- بهترین فیلم اتاقی با یک چشم‌انداز (فیلم ۱۹۸۵)
- جایزه بفتای بهترین فیلمنامه ارجینال هانا و خواهرانش نویسنده وودی آلن
- جایزه بفتای بهترین فیلمنامه اقتباسی خارج از آفریقا
- جایزه بفتای بهترین فیلمبرداری خارج از آفریقا
- جایزه بفتای بهترین طراحی صحنه و لباس اتاقی با یک چشم‌انداز
- جایزه بفتای بهترین صدا خارج از آفریقا
- جایزه بفتای بهترین ویرایش ماموریت
- جایزه بفتای بهترین طراحی تولید اتاقی با یک چشم‌انداز
- جایزه بفتای بهترین هنرمند آرایشی آشوب
- جایزه بفتای بهترین جلوه های ویژه بیگانه‌ها